# Татарський ярус
Татарський ярус (рос. татарский ярус, англ. Tatarian, нім. Tatarien n) – верхній ярус верхнього відділу пермської системи: континентальні відклади з фауною антракозид — Palaeomutela та ін., остракод — Darwinula, тетрапод — Pareyasaurus, Dwinosaurus, Kotlassia і ін.  Від назви народу – татари (Нікітін, 1887). 